# Lewis (Kansas)
Lewis és una població dels Estats Units a l'estat de Kansas. Segons el cens del 2000 tenia 486 habitants.

## Demografia
Segons el cens del 2000, Lewis tenia 486 habitants, 183 habitatges, i 133 famílies. La densitat de població era de 586,4 habitants/km².
Dels 183 habitatges en un 35,5% hi vivien nens de menys de 18 anys, en un 60,1% hi vivien parelles casades, en un 7,1% dones solteres, i en un 26,8% no eren unitats familiars. En el 26,2% dels habitatges hi vivien persones soles el 12% de les quals corresponia a persones de 65 anys o més que vivien soles. El nombre mitjà de persones vivint en cada habitatge era de 2,66 i el nombre mitjà de persones que vivien en cada família era de 3,16.
Per edats la població es repartia de la següent manera: un 30% tenia menys de 18 anys, un 7,2% entre 18 i 24, un 27,6% entre 25 i 44, un 22% de 45 a 60 i un 13,2% 65 anys o més.
L'edat mediana era de 34 anys. Per cada 100 dones de 18 o més anys hi havia 96,5 homes.
La renda mediana per habitatge era de 35.238 $ i la renda mediana per família de 36.750 $. Els homes tenien una renda mediana de 25.114 $ mentre que les dones 18.929 $. La renda per capita de la població era de 14.085 $. Entorn de l'11,1% de les famílies i el 13,6% de la població estaven per davall del llindar de pobresa.

## Poblacions més properes
El següent diagrama mostra les poblacions més properes.